# 第12回全米映画俳優組合賞
12th SAG Awards

2006年1月29日
キャスト賞 - 映画: 

クラッシュ
キャスト賞 - ドラマシリーズ: 

LOST
キャスト賞 - コメディシリーズ: 

デスパレートな妻たち
第12回全米映画俳優組合賞は、2005年に活躍した映画及びテレビの俳優を対象としており、2006年1月29日にカリフォルニア州ロサンゼルスのロサンゼルス・シュライン・エキスポ・センターで授賞式が開催された。中継はTNTとTBSが行った。TNTの中継は9度目、TBSは初めてとなる。
生涯功労賞はシャーリー・テンプルに贈られた。

## 候補者及び受賞者一覧

### 映画

#### 主演男優賞
- フィリップ・シーモア・ホフマン - 『カポーティ』 - トルーマン・カポーティ役
  - ラッセル・クロウ - 『シンデレラマン』 - ジェームス・J・ブラドック役
  - ヒース・レジャー - 『ブロークバック・マウンテン』 - イニス・デル・マー役
  - ホアキン・フェニックス - 『ウォーク・ザ・ライン/君につづく道』 - ジョニー・キャッシュ役
  - デヴィッド・ストラザーン - 『グッドナイト&グッドラック』 - エドワード・R・マロー役

#### 主演女優賞
- リース・ウィザースプーン - 『ウォーク・ザ・ライン/君につづく道』 - ジューン・カーター 役
  - ジュディ・デンチ - 『ヘンダーソン夫人の贈り物』 - ローラ・ヘンダーソン役
  - フェリシティ・ハフマン - 『トランスアメリカ』 - ブリー役
  - シャーリーズ・セロン - 『スタンドアップ』 - ジョージー・エイムズ役
  - チャン・ツィイー - 『SAYURI』 - 坂本千代役

#### 助演男優賞
- ポール・ジアマッティ - 『シンデレラマン』 - ジョー・グールド役
  - ドン・チードル - 『クラッシュ』 - グラハム・ウォーターズ役
  - ジョージ・クルーニー - 『シリアナ』 - ボブ・バーンズ役
  - マット・ディロン - 『クラッシュ』 - ジョン・ライアン役
  - ジェイク・ジレンホール - 『ブロークバック・マウンテン』 - ジャック・ツイスト役

#### 助演女優賞
- レイチェル・ワイズ - 『ナイロビの蜂』 - テッサ・クエイル役
  - エイミー・アダムス - Junebug - アシュリー・ジョンスタイン役
  - キャサリン・キーナー - 『カポーティ』 - ハーパー・リー役
  - フランシス・マクドーマンド - 『スタンドアップ』 - グローリー役
  - ミシェル・ウィリアムズ - 『ブロークバック・マウンテン』 - アルマ・ビアーズ役

#### キャスト賞
- 『クラッシュ』
リュダクリス、サンドラ・ブロック、ドン・チードル、マット・ディロン、ジェニファー・エスポジート、ウィリアム・フィクナー、ブレンダン・フレイザー、テレンス・ハワード、タンディ・ニュートン、ライアン・フィリップ、ラレンズ・テイト
  - 『ブロークバック・マウンテン』
  - 『カポーティ』
  - 『グッドナイト&グッドラック』
  - 『ハッスル&フロウ』

### テレビ

#### 男優賞（テレビ映画・ミニシリーズ）
- ポール・ニューマン - 『追憶の街 エンパイア・フォールズ』 - マックス役
  - ケネス・ブラナー -  Warm Springs - フランクリン役
  - テッド・ダンソン - 『ブロンクス・キッズ 夢はチェス盤の向こうに』 - リチャード役
  - エド・ハリス - 『追憶の街 エンパイア・フォールズ』 - マイルス役
  - クリストファー・プラマー - Our Fathers - バーナード・ロウ役

#### 女優賞（テレビ映画・ミニシリーズ）
- S・エパサ・マーカーソン - 『ブルース・イン・ニューヨーク』 - レイチェル役
  - トナンツィン・カルメロ - 『INTO THE WEST イントゥー・ザ・ウエスト』 - サンダー・ハート・ウーマン役
  - シンシア・ニクソン - Warm Springs - エレノア・ルーズベルト役
  - ジョアン・ウッドワード - 『追憶の街 エンパイア・フォールズ』 - ブランシーヌ役
  - ロビン・ライト - 『追憶の街 エンパイア・フォールズ』 - グレイス役

#### 男優賞（ドラマシリーズ）
- キーファー・サザーランド - 『24 -TWENTY FOUR-』 - ジャック・バウアー役
  - アラン・アルダ - 『ザ・ホワイトハウス』 - アーノルド・ヴィニック役
  - パトリック・デンプシー - 『グレイズ・アナトミー 恋の解剖学』 - デレク・シェパード役
  - ヒュー・ローリー - 『Dr.HOUSE』 - グレゴリー・ハウス役
  - イアン・マクシェーン - Deadwood - Al Swearengen役

#### 女優賞（ドラマシリーズ）
- サンドラ・オー - 『グレイズ・アナトミー 恋の解剖学』 - クリスティーナ・ヤン役
  - パトリシア・アークエット - 『ミディアム 霊能者アリソン・デュボア』 - アリソン・デュボア役
  - ジーナ・デイヴィス - 『マダム・プレジデント 星条旗をまとった女神』 - マッケンジー・アレン役
  - マリスカ・ハージティ - 『LAW & ORDER:性犯罪特捜班』 - オリビア・ベンソン役
  - キーラ・セジウィック - 『クローザー』 - ブレンダ・リー・ジョンソン役

#### 男優賞（コメディシリーズ）
- ショーン・ヘイズ - 『ふたりは友達? ウィル&グレイス』 - ジャック・マクファーランド役
  - ラリー・デヴィッド - 『ラリーのミッドライフ★クライシス』 - ラリー・デヴィッド役
  - ジェイソン・リー - 『マイネーム・イズ・アール』 - アール・J・ヒッキー役
  - ウィリアム・シャトナー - 『ボストン・リーガル』 - デニー・クレイン役
  - ジェームズ・スペイダー - 『ボストン・リーガル』 - アラン・ショア役

#### 女優賞（コメディシリーズ）
- フェリシティ・ハフマン - 『デスパレートな妻たち』 - リネット・スカーボ役
  - キャンディス・バーゲン - 『ボストン・リーガル』 - シャーリー・シュミット役
  - パトリシア・ヒートン - 『HEY!レイモンド』 - デブラ・バローネ役
  - メーガン・ムラーリー - 『ふたりは友達? ウィル&グレイス』 - カレン・ウォーカー役
  - メアリー＝ルイーズ・パーカー - 『Weeds ママの秘密』 - ナンシー・ボトウィン役

#### アンサンブル賞（ドラマシリーズ）
- 『LOST』
アドウェール・アキノエ＝アグバエ、ナヴィーン・アンドリュース、エミリー・デ・レイヴィン、マシュー・フォックス、ホルヘ・ガルシア、マギー・グレイス、ジョシュ・ホロウェイ、マルコム・デヴィッド・ケリー、ダニエル・デイ・キム、キム・ユンジン、エヴァンジェリン・リリー、ドミニク・モナハン、テリー・オクィン、ハロルド・ペリノー・ジュニア、ミシェル・ロドリゲス、イアン・サマーホルダー、シンシア・ワトロス
  - 『グレイズ・アナトミー 恋の解剖学』
  - 『シックス・フィート・アンダー』
  - 『クローザー』
  - 『ザ・ホワイトハウス』

#### アンサンブル賞（コメディシリーズ）
- 『デスパレートな妻たち』
ロジャー・バート、アンドレア・ボーウェン、メカッド・ブルックス、リカルド・アントニオ・チャビラ、マーシャ・クロス、スティーヴン・カルプ、ジェームズ・デントン、テリー・ハッチャー、フェリシティ・ハフマン、ブレント・キンズマン、シェイン・キンズマン、エヴァ・ロンゴリア・パーカー、マーク・モーゼス、ダグ・サヴァント、ニコレット・シェリダン、ブレンダ・ストロング、アルフレ・ウッダード
  - 『アレステッド・ディベロプメント』
  - 『ボストン・リーガル』
  - 『ラリーのミッドライフ★クライシス』
  - 『HEY!レイモンド』
  - 『マイネーム・イズ・アール』

### 生涯功労賞
- シャーリー・テンプル